# Тайо (язык)
Тайо (также известен как «говор Сен-Луи») — креольский язык на французской основе, на котором говорят в Новой Каледонии. Это язык сообщества одной деревни Сен-Луи, которая располагается в 17 км от столицы Новой Каледонии Нумеа.
С 1860 года Сен-Луи был центром Марист миссии, которую привлекла группа меланезийцев, говорящих на языке непонятном школе миссии и семинарии. Сен-Луи также являлся важным сельскохозяйственным центром и представители Марист миссии были отмечены за их производство сахара и рома. Работники из различных этнических групп включали людей с Фиджи, Французской Полинезии, Реюньон в Индийском океане, Индии, Малайзии, Явы (Индонезия), а также Западной Африки и Вест-Индии. Также в районе Марист миссии работали тысячи французских заключённых.
Тайо возник около 1920-х годов из-за необходимости языка межнационального общения. Его лексикон взят в основном из французского языка. На его грамматику и синтаксис оказали очень сильное влияние меланезийские языки, а структуры в соглосование взяты с влиянием французского и в некоторой степени из креольского языка острова Реюньон.